# MS 1970
Lo MS 1970 è un trampolino situato a Štrbské Pleso, località del comune di Vysoké Tatry, in Slovacchia.

## Storia
Inaugurato nel 1967 (trampolino normale MS 1970 B) e nel 1969 (trampolino lungo MS 1970 A) in luogo dello smantellato Jarolímek, l'impianto ha ospitato le gare di salto con gli sci e di combinata nordica dei Campionati mondiali di sci nordico del 1970, oltre a numerose tappe della Coppa del Mondo di combinata nordica e della Coppa del Mondo di salto con gli sci.

## Caratteristiche
Il trampolino lungo HS 120 ha un punto K 120 e il primato di distanza appartiene al sovietico Sergej Bobrov (128,5 m nel 1999).
Il trampolino normale HS 100 ha un punto K 90 e il primato di distanza, 100 metri, appartiene al norvegese Kenneth Gangnes (nel 2009) e al russo Il'mir Chazetdinov (nel 2015).